# Frank Nelson
Frank Thayer Nelson (Detroit, Michigan, 22 de maig de 1887 - Detroit, 16 de juliol de 1960) va ser un atleta estatunidenc, especialista en salt de perxa, que va competir a començaments del segle xx.
El 1912 va prendre part en els Jocs Olímpics, d'Estocolm, on disputà la prova del salt de perxa del programa d'atletisme. En ella guanyà la medalla de plata amb un millor salt de 3m 85cm, empatat amb el seu compatriota Marc Wright, deu centímetres menys que Harry Babcock, medalla d'or. En aquest mateixos Jocs disputà la competició de demostració de beisbol.